# Pałac Wodzickich w Niedźwiedziu
Pałac Wodzickich w Niedźwiedziu – pałac znajdujący się w województwie małopolskim, w powiecie krakowskim, w gminie Słomniki, we wsi Niedźwiedź.
Obiekt wraz z parkiem został wpisany do rejestru zabytków nieruchomych województwa małopolskiego.

## Historia
W połowie XVI wieku majątek należał do Stadnickich potem Złotnickich, a na przełomie XVII i XVIII do Małachowskich herbu Nałęcz. W 1808 roku posiadłość kupił Stanisław Wodzicki. Ostatnim właścicielem był Kazimierz Wodzicki.

## Architektura
Za czasów Stanisława Wodzickiego przebudowano obiekt, tworząc z niego klasycystyczny (o charakterze palladiańskim), piętrowy pałac z płytkim ryzalitem i czterokolumnowym portykiem, nakryty dachem łamanym polskim. W trójkątnym frontonie herb Wodzickich – Leliwa. Od strony ogrodu półkolisty ryzalit.

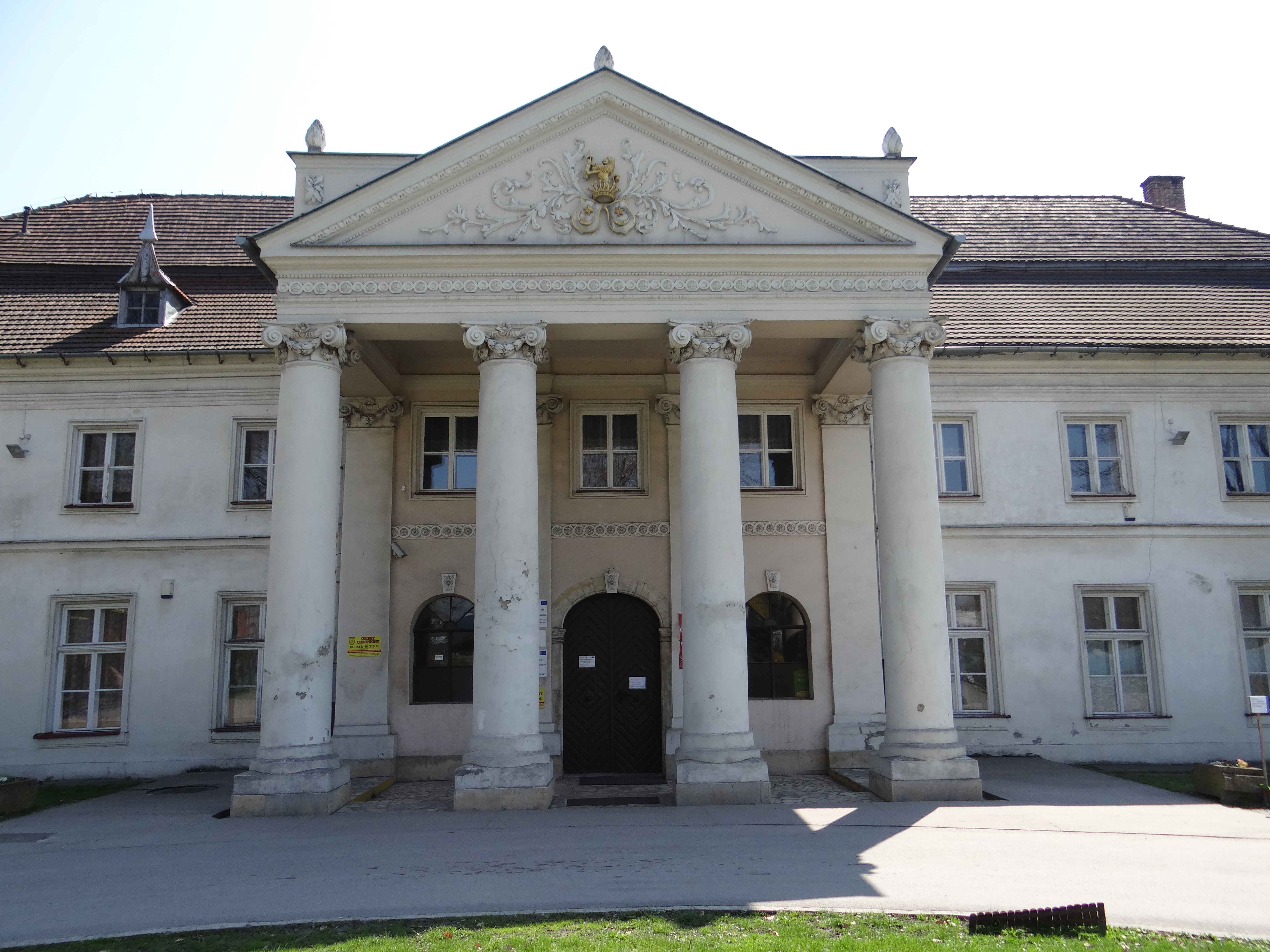
Portyk z herbami
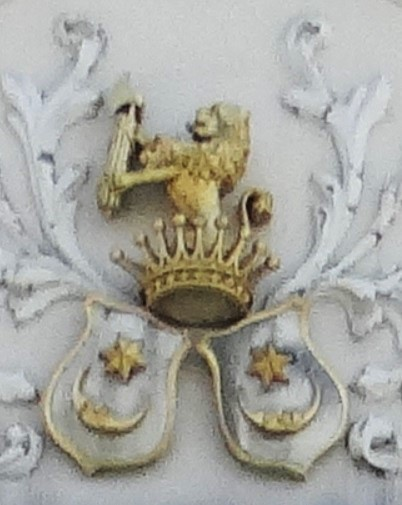
Herby hr. Wodzickich – Leliwa
Herb hr. Wodzickich – Leliwa

## Ogród
Stanisław Wodzicki na początku XIX wieku założył ogród z egzotycznymi okazami drzew.